# Ian Ure
John Francombe Ure, detto Ian (Ayr, 7 dicembre 1939), è un ex calciatore e allenatore di calcio scozzese, di ruolo centrocampista.

## Palmarès

### Club

#### Competizioni nazionali
- Campionato scozzese: 1

Dundee: 1961-1962